# Tôn Thất Bách
Tôn Thất Bách (1946 - 2004) là một Phó giáo sư và nhà y khoa người Việt Nam, chuyên gia đầu ngành về phẫu thuật tim và gan mật của Việt Nam và thế giới. Ông là Phó Giáo sư Y học, Nhà giáo Nhân dân, Viện sĩ Viện hàn lâm ngoại khoa Pháp, Viện sĩ Viện hàn lâm khoa học New York, Tiến sĩ danh dự Trường Đại học Lille - Pháp, Tiến sĩ danh dự trường Đại học Odessa - Ukraina, thành viên Hội ngoại khoa quốc tế. Ông từng giữ các chức vụ Giám đốc Bệnh viện Hữu nghị Việt - Đức, Hiệu trưởng Trường Đại học Y Hà Nội, đại biểu Quốc hội Việt Nam các khoá IX, X và XI, Phó Chủ nhiệm Ủy ban các vấn đề xã hội Quốc hội Việt Nam khoá XI. Ông là con trai của Giáo sư Tôn Thất Tùng - tác giả của "Phương pháp cắt gan khô Tôn Thất Tùng" nổi tiếng.

## Cuộc đời và sự nghiệp
Ông sinh ngày 25 tháng 2 năm 1946 tại Hà Nội. Nguyên quán ông ở xã Dương Xuân Thượng, huyện Hương Trà, tỉnh Thừa Thiên Huế, với họ Tôn Thất là một nhánh trong dòng dõi hoàng tộc Triều đình nhà Nguyễn. Bố ông là Giáo sư Tôn Thất Tùng, cũng là một nhà y khoa nổi tiếng của Việt Nam và thế giới, mẹ là bà Vi Thị Nguyệt Hồ quê gốc Lạng Sơn là cháu nội của tổng đốc Thái Bình Vi Văn Định. Tên của ông là do Chủ tịch Hồ Chí Minh đặt cho với hàm ý trân trọng tài năng và phẩm chất của những người trí thức yêu nước như bố ông là bác sĩ Tôn Thất Tùng, "như những cây Tùng, cây Bách trên đời".
- Năm 1962 đến năm 1969: Ông học tập tại trường Trường Đại học Y Dược Hà Nội.
- Từ năm 1969: Sau khi tốt nghiệp ông được giữ lại tham gia công tác giảng dạy tại trường và đồng thời công tác tại Bệnh viện Việt - Đức.
- Năm 1973: Ông thực hiện thành công ca phẫu thuật cắt gan phải bị ung thư đã vỡ. Ca mổ này đã gây tiếng vang lớn trong giới Y học Việt Nam
- Năm 1993: Ông giữ chức Hiệu trưởng Trường Đại học Y Hà Nội.
- Năm 2002: Ông được bầu giữ chức Phó Chủ nhiệm Ủy ban các vấn đề xã hội Quốc hội Việt Nam khoá XI.
- Năm 2003: Ông giữ chức Giám đốc Bệnh viện Hữu nghị Việt - Đức.
- Đêm ngày 26 tháng 3 năm 2004: Trong một chuyến đi công tác về tài chính y tế cho người nghèo của đoàn đại biểu Ủy ban các vấn đề xã hội của Quốc hội tại các tỉnh miền núi phía bắc Việt Nam, ông đã đột ngột từ trần tại nhà khách tỉnh uỷ Lào Cai do bị nhồi máu cơ tim, không lâu sau sinh nhật 58 tuổi. Trước đó vào năm 1982, bố ông (Tôn Thất Tùng) cũng đột ngột qua đời do nhồi máu cơ tim. Bố ông và ông đều là những chuyên gia về gan mật đầu ngành của Việt Nam và xuất sắc của thế giới.
- Từ đó đến nay, thi hài ông được bảo quản tại Nghĩa trang Mai Dịch - Hà Nội.[1]

## Đóng góp cho ngành Y Việt Nam
Phó Giáo sư - Viện sĩ Tôn Thất Bách đã kế thừa và phát triển xuất sắc các thành tựu về phẫu thuật gan, mật và tim mà người thầy cũng là người bố của ông là cố Giáo sư - Viện sĩ Tôn Thất Tùng đã để lại. Bằng "đôi tay vàng" của mình ông đã cứu sống nhiều bệnh nhân, đúc rút được nhiều kinh nghiệm phẫu thuật để phát triển lớn mạnh ngành phẫu thuật gan, mật và phẫu thuật tim của Việt Nam.
Ông đã góp phần xây dựng lớn mạnh trường Đại học Y Hà Nội, trở thành một trung tâm đầu ngành về đào tạo bác sĩ trình độ cao của Việt Nam. Khi ông là hiệu trưởng nhà trường, ông đã có đóng góp lớn trong giai đoạn trường khởi sắc và phát triển nhiều mặt như: hoàn thiện thêm các điều kiện đào tạo bác sĩ cộng đồng (xây dựng thực địa), triển khai bước đầu phương pháp Dạy-Học tích cực, hoàn chỉnh và cụ thể hoá thêm mục tiêu đào tạo đại học (ra "sách xanh"), đưa quy mô đào tạo sau đại học lên ngang hoặc hơn quy mô đào tạo đại học - để tiếp tục phát huy vai trò trường trọng điểm, xây dựng thành công phòng thí nghiệm trung tâm, đồng thời mở rộng quan hệ hợp tác và đối ngoại lên một cấp độ mới, thành lập mới nhiều đơn vị (khoa, bộ môn, trung tâm...), xây dựng cơ bản với quy mô và tiến độ cao. Người dân Việt Nam biết tới ông không chỉ vì danh tiếng và tài năng mà còn tưởng nhớ ông như một tấm gương sáng về y đức . Năm 1994, Bộ trưởng Bộ Y tế khi đó là ông Nguyễn Trọng Nhân cảm thấy mình không đủ sức khoẻ để tiếp túc công tác, ông đã ngỏ ý giới thiệu Phó Giáo sư - Viện sĩ Tôn Thất Bách lên thay ông, nhưng Phó Giáo sư đã từ chối với lý do ông muốn dành thời gian cho người bệnh.. Khi làm Giám đốc Bệnh viện Việt - Đức, ông đã rất trăn trở với những người bệnh nghèo và tìm mọi cách giúp đỡ họ vượt qua cơn khó khăn bệnh tật. Sự nhân hậu, hết lòng vì người bệnh của ông đã thôi thúc ông đấu tranh cho quyền lợi dân nghèo khi ông là đại biểu Quốc hội Việt Nam.

## Đóng góp cho xã hội
Phó Giáo sư - Viện sĩ Tôn Thất Bách là đại biểu Quốc hội Việt Nam các khoá IX, X và XI, là Phó chủ nhiệm Ủy ban các vấn đề xã hôi của Quốc hội khoá XI. Ông nổi tiếng là "ông nghị hay có ý kiến", ông có ý kiến ở tất cả các vấn đề đang bức xúc, đang nóng bỏng với đời sống người dân, nhất là người nghèo. Ông luôn thường trực suy nghĩ: "Nông dân chiếm 80% dân số VN, nhưng họ lại chẳng được hưởng gì: không có bảo hiểm y tế, không có chế độ hưu trí, phải đóng viện phí" . Ông qua đời trong một chuyến công tác nhằm nâng cao dịch vụ chăm sóc y tế cho người nghèo tại vùng núi phía bắc Việt Nam nghèo và kém phát triển.

## Đời tư
Ông kết hôn với Phó giáo sư - Tiến sĩ Nguyễn Thị Nga. Ông có hai người con. Con gái đầu lòng tên là Tôn Nữ Hiếu Thảo. Con trai ông tên là Tôn Hiếu Anh, từng là nhà thiết kế và người mẫu, hiện nay đang công tác tại Đài Truyền hình Việt Nam.